# قصة تقليدية
تختلف القصص التقليدية، أو القصص التي تختص بالتقاليد، عن كل من الأدب الخيالي وغير الخيالي من حيث إن أهمية نقل الرؤية الكونية للقصة تتجاوز الحاجة لتحديد تصنيفها على أنها خيالية أو غير خيالية. في الأوساط الأكاديمية للأدب، والدين، والتاريخ، والأنثروبولوجيا، تُعتبر أصناف القصة التقليدية مصطلحات مهمة لتحديد القصص وتفسيرها بشكل أكثر دقة. قد تنتمي بعض القصص إلى عدة أصناف، في حين لا يمكن إدراج بعض القصص تحت أي صنف.

## الحكاية
الحكاية هي قصة قصيرة ومسلية أو مثيرة للاهتمام تتعلق بحادثة ضمن السيرة الذاتية. قد تكون الحكاية وجيزة وجزًا مثل المكان والإثارة في النُكتة. دائمًا ما تُقدّم الحكاية بوصفها مستندة إلى حادثة حقيقية تتصل بأشخاص فعليين، مشهورين أم لا، وعادةً تحدث في مكان يمكن التعرف عليه؛ ولا يهم كونه حقيقيًا أم لا، فإنها محتملة الحدوث وتحمل ادعاء الصدق. مع مرور الوقت، قد تؤدي التعديلات في إعادة سردها إلى تحويل حكاية معينة إلى قطعة خيالية، تتناقلها الألسن، ولكنها «أروع من أن تُصدّق». في بعض الأحيان، ليست الحكايات خفيفة الظل مجرّد نكات، لأن هدفها الأساسي لا يقتصر على استثارة الضحك، بل إيصال حقيقة أعمّ من الحكاية القصيرة نفسها، أو تحديد خصيصة مؤسسية أو شخصية بطريقة معينة تجعلها تُومِض الفكرة عن جوهر المسألة. ذكر نوفاليس، «الحكاية هي عبارة عن عنصر تاريخي –جزيء تاريخي أو حكمة ساخرة.»
تُعتبر مقدمة المونولوج القصيرة «دخل رجل إلى حانة...» نكتة. في حين أنه إذا قُدّم المونولوج بالقول: «ذات مرة دخل إدغار هوفر إلى حانة...»، فهو حكاية. وبناءً عليه، فإن الحكاية أقرب إلى أسلوب الأمثال من الحكاية الرمزية، المُؤلفة بشكل واضح مع شخصياتها من الحيوانات والشخصيات البشرية بشكل عام –لكنها تختلف عن المثل في التحديد الزمني التي تدعيه.
غالبًا ما تكون الحكايات ذات طبيعة هجائية. في حقبة النظام الشمولي في الاتحاد السوفيتي، كانت العديد من الحكايات السياسية المتداولة في المجتمع هي الطريقة الوحيدة لفضح واستهجان نقائص النظام السياسي وقادته. وسخرت تلك الحكايات من شخصيات مثل لينين، وخروتشوف، وبريجنيف، وغيرهم من قادة السوفييت. في روسيا المعاصرة، ثمة العديد من الحكايات عن فلاديمير بوتين.
غالبًا ما تكون الحكايات ذات طبيعة هجائية. في حقبة النظام الشمولي في الاتحاد السوفيتي، كانت العديد من الحكايات السياسية المتداولة في المجتمع هي الطريقة الوحيدة لفضح واستهجان نقائص النظام السياسي وقادته. وسخرت تلك الحكايات من شخصيات مثل لينين، وخروتشوف، وبريجنيف، وغيرهم من قادة السوفييت. في روسيا المعاصرة، ثمة العديد من الحكايات عن فلاديمير بوتين.
كلمة حكاية، باللغة الإنجليزية anecdote (تعني باللغة الإغريقية: «غير منشورة»، ومعناها الحرفي «غير متداولة») ويعود أصلها إلى بروكوبيوس القيسراني، كاتب سيرة جستنيان الأول، الذي ألّف كتابًا بعنوان ((Anekdota، وتُرجم أحيانًا بعناوين مثل، مذكرات غير منشورة أو التاريخ السري، وكان الكتاب أساسًا تجميعًا للحوادث القصيرة من الحياة الخاصة في البلاط البيزنطي. وبالتدريج راحت كلمة حكاية تُستخدم للإشارة إلى أي حكاية قصيرة يريد كاتبها التأكيد على شيءٍ ما أو توضيحه.